# Кауфман, Николай Николаевич
Никола́й Никола́евич Ка́уфман (1834—1870) — русский ботаник, специалист в области флористики, один из первых ботанико-географов Российской империи, ординарный профессор Московского университета.

## Биография
Из мещан, родился в семье провизора, владельца московской аптеки. По окончании курса в третьей Московской гимназии в 1852 году поступил на естественное отделение физико-математического факультета Московского университета. Свои занятия в университете Кауфман посвятил преимущественно ботанике, которую он изучал под руководством Карла Францевича Рулье. По окончании курса в 1856 году был направлен за границу; работал в Париже.
Вернувшись в Россию, с марта 1858 года по июнь 1865 года был преподавателем естественных наук во второй Московской гимназии. Одновременно, с января 1859 года по август 1861 преподавал естественную историю и физику в московском Николаевском сиротском институте.
Приглашён (1861) на службу в Московский университет. В июне 1862 года после защиты диссертации «Об отношении листа к стеблю у некоторых уклонных растительных форм» получил степень магистра ботаники. В июне 1865 года утверждён штатным доцентом ботаники Московского университета. Одновременно, с сентября 1865 по декабрь 1868 года читал курс ботаники в Петровской земледельческой и лесной академии; также с 1865 года он — директор Ботанического сада.
Экстраординарный профессор университета с декабря 1866 года после защиты (в феврале того же года) докторской диссертации «Московская флора, или Описание высших растений и ботанико-географический обзор Московской губернии с приложением карты Московской губернии»; с марта 1869 года — ординарный профессор кафедры ботаники: а) морфологии и систематики растений, б) анатомии и физиологии растений физико-математического факультета Московского университета. Из-за тяжёлой болезни он с трудом передвигался, с трудом читал лекции.
Похоронен на Введенском кладбище (14 уч.).

## Научные исследования
В области своей науки Кауфман занимался преимущественно морфологией и систематикой. Его научные работы, как систематика, были посвящены в основном московской флоре.
До настоящего времени не утратила значения монография Кауфмана, по которой он защитил докторскую диссертацию: «Московская флора, или Описание высших растений и ботанико-географический обзор Московской губернии: С приложением карты Московской губернии», выходившая двумя изданиями в 1866 (М.: Типография Глазунова, 1866. — 708 с.) и 1869 (М.: Типография Елизаветы Гербек, 1889. — 762 с.) годах. «Московская флора», содержащая характеристику и ключи для определения 941 вида, стала первой самостоятельной флористической сводкой на русском языке. В этой книге Кауфман указал на особенности географического распространения растений в Московской губернии, изложил топографические и статистические данные флоры района. Кроме основных видов растений, описаны и почти все их разновидности, встречающиеся в Подмосковье. Эта работа стала образцом для флористических описаний по другим губерниям.
Николай Николаевич Кауфман привлёк внимание ботаников к феномену «окской флоры» — сообществам степных растений в долине реки Оки, далеко оторванным в виде анклавов от значительно южнее расположенной области сплошного распространения степей.
Кауфман был хранителем гербария Московского общества испытателей природы, привёл его в порядок. Свой личный гербарий Кауфман завещал университету, его сборы сохранились до наших дней в составе Гербария Московского университета. Предпринял издание эксикат московской флоры, но это полезное издание прекратилось на второй сотне.
Как морфолог Н. Н. Кауфман известен исследованием общих закономерностей строения, соотношения и метаморфоза основных органов и частей у высших и низших растений; установил морфологическую природу стебля и природу колючих кактусов; он автор работ: «Об анатомических и химических свойствах волокон ласточника и достоинстве их в прядильном искусстве» (1865), «О восходящих осях некоторых рясок: (Lemnaceae)» (1868), а также по истории развития цветорасположения и цветка у вида Pistia. Он был сторонником теории не листового, а осевого происхождения тычинок.